# 所沢陸軍飛行場

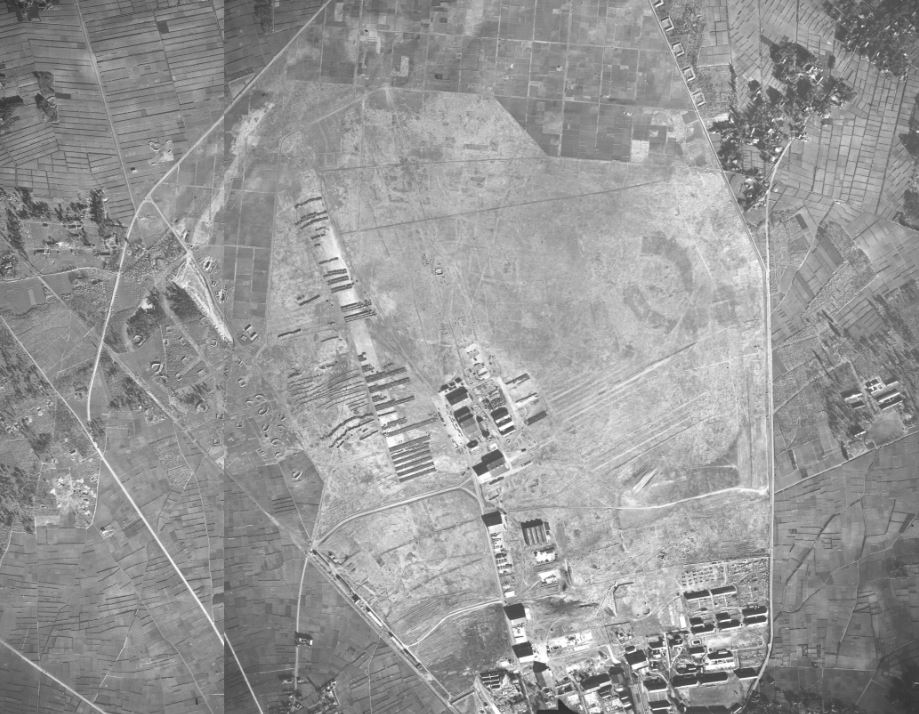
所沢飛行場跡地（1948年）
滑走路に構築物が置かれ、既にこの時点で使用不能になっている。

所沢陸軍飛行場（ところざわりくぐんひこうじょう）は、埼玉県所沢市並木にあった飛行場。陸海軍共同で設立した臨時軍用気球研究会により開設されたのち、大日本帝国陸軍が管轄するかたちになっていく。のちに所沢陸軍飛行学校が設置されたが、敗戦後周辺施設とともにアメリカ軍に接収された。現在7割は返還され、所沢航空記念公園をはじめ公共施設用地として利用されているが、一部は現在も、米第5空軍374空輸航空団所属、所沢通信基地や大和田通信所として稼動している。

## 概要
陸軍は陸軍気球隊の設立ののち、海軍と共同で1909年（明治42年）に臨時軍用気球研究会を設立。同研究会の研究内容には飛行船だけでなく、誕生まもない飛行機も含まれており、日本も航空研究を進める為の試験場として最初の飛行場の選定に入った。1910年（明治43年）2月に所沢が飛行場用地と決定、8月に同研究会は23万1千坪の土地を購入した。
1911年（明治44年）4月1日に日本初の航空機専用飛行場が埼玉県入間郡所沢町に完成、同月5日に徳川好敏大尉が操縦するフランス製複葉機アンリ・ファルマン機が高度10m、飛行距離800m、飛行滞空時間1分20秒の試験飛行を行なった。以来終戦まで試作航空機や飛行船、航空兵の操縦訓練に使用された。飛行学校も開設されたため、武蔵野鉄道（現在の西武池袋線）や旧西武鉄道（現在の西武新宿線）も競って基地への最寄駅を設置した。（現在は両駅とも廃止）
1915年（大正4年）11月に臨時軍用気球研究会は廃止され、12月10日に2個飛行中隊と1個気球中隊の陸軍飛行大隊に再編された。翌1916年（大正5年）飛行場北側の土地約35万坪を購入、滑走路南西にあった諸施設を中央（現在の所沢通信基地附近）に移設した。

## 歴史
- 1911年（明治44年）4月1日 臨時軍用気球研究会により日本初の飛行場として開設される。
  - 6月9日、日本初の野外飛行事故発生。
- 1913年（大正2年）3月28日 日本初の航空機死亡事故発生。木村鈴四郎・徳田金一両中尉が死亡。
- 1917年（大正6年）から1923年（大正12年）にかけて所沢飛行場を115.7ha拡張（合計面積192ha）
- 1920年（大正9年） 所沢陸軍飛行学校開設。
- 1933年から1936年（昭和11年）にかけて所沢飛行場を245.3haに拡張。
- 1937年（昭和12年）9月25日、徳川好敏氏の宿願により航空神社（現：北野天神社境内社）が創建される。
- 1938年（昭和13年）3月1日 武蔵野鉄道松井村駅が所沢飛行場駅に改称。
  - 6月21日 西武鉄道（旧）が所沢飛行場前駅を開業。
  - 6月30日 陸軍航空整備学校設置。
- 1938年（昭和13年） 豊岡飛行場（現入間基地）に陸軍航空士官学校が開設。航空神社を遷座。
- 1940年（昭和15年）11月1日 軍施設が明らかとなる名称はふさわしくないとして所沢飛行場駅を東所沢駅に改称。
- 1941年（昭和16年）4月1日 同上の理由で所沢飛行場前駅を所沢御幸町駅に改称。
- 1943年（昭和18年）8月 殉職した整備兵を祀るため陸軍整備学校内に建空神社が創建される。
- 1945年（昭和20年）2月 陸軍航空整備学校が本土決戦に具える軍備再編制のため閉鎖し第3航空教育団に改編。
  - 3月10日 東京大空襲。所沢飛行場にも戦闘機が配備されていたが、強風と延焼により迎撃できなかった。
  - 9月 陸軍航空整備学校内にあった建空神社は北野天神社へ遷座。
  - 9月12日 米軍に接収される。
- 昭和30年代後半から返還運動が展開される[1]。
- 1967年（昭和42年）基地全面返還運動市民大行進（4,115名参加）[2]。
- 1968年（昭和43年）市、市議会、団体代表により構成される所沢市基地対策協議会が発足[2][3]。
- 1971年（昭和46年）6月30日、1,918,831m2（米軍所沢基地の約6割）が返還される[1]。
- 1972年（昭和47年） 国有財産関東地方審議会の答申を得て所沢航空記念公園の開設、航空発祥記念館の整備などの跡地利用計画を決定[1]。
- 1973年（昭和48年）
  - 1月25日、所沢基地跡地利用協議会設置[1]。
  - 12月、所沢基地跡地利用基本計画（マスタープラン）策定[1]。
- 1974年（昭和49年）3月、協議会内に「総合部会」「特別設備部会」「住宅部会」「公共負担部会」設置[1]。
- 1978年（昭和53年）6月20日、97,593m2が返還される[1]。
- 1982年（昭和57年）6月30日、13,525m2が返還される。残り約98haは未返還で所沢通信基地となっている[1]。
- 1993年（平成5年）1911年に行われた代々木練兵場および所沢飛行場における最初の試験飛行を日本における航空の発祥として所沢航空発祥記念館開館。

## 関連事項
- 所沢航空記念公園
- 所沢通信基地
- 大和田通信所

## 関連書籍
- 所沢陸軍飛行場史（昭和53年（1978年）11月）小沢敬司・著
- 雄飛 - 空の幕あけ所沢（第一印刷）写真集 限定500冊 書店販売なし